# Đội tuyển bóng đá bãi biển quốc gia Hungary
Đội tuyển bóng đá bãi biển quốc gia Hungary đại diện Hungary ở các giải thi đấu bóng đá bãi biển quốc tế và được điều hành bởi Magyar Labdarúgó Szövetség, cơ quan quản lý bóng đá ở Hungary.

## Thành tích thi đấu

### Vòng loại giải vô địch bóng đá bãi biển thế giới khu vực châu Âu
| Thành tích Vòng loại giải vô địch bóng đá bãi biển thế giới | Thành tích Vòng loại giải vô địch bóng đá bãi biển thế giới | Thành tích Vòng loại giải vô địch bóng đá bãi biển thế giới | Thành tích Vòng loại giải vô địch bóng đá bãi biển thế giới | Thành tích Vòng loại giải vô địch bóng đá bãi biển thế giới | Thành tích Vòng loại giải vô địch bóng đá bãi biển thế giới | Thành tích Vòng loại giải vô địch bóng đá bãi biển thế giới | Thành tích Vòng loại giải vô địch bóng đá bãi biển thế giới | Thành tích Vòng loại giải vô địch bóng đá bãi biển thế giới | Thành tích Vòng loại giải vô địch bóng đá bãi biển thế giới | Thành tích Vòng loại giải vô địch bóng đá bãi biển thế giới |
| Năm                                                         | Vòng                                                        | St                                                          | W                                                           | WE                                                          | WP                                                          | B                                                           | BT                                                          | BB                                                          | HS                                                          | Đ                                                           |
| ----------------------------------------------------------- | ----------------------------------------------------------- | ----------------------------------------------------------- | ----------------------------------------------------------- | ----------------------------------------------------------- | ----------------------------------------------------------- | ----------------------------------------------------------- | ----------------------------------------------------------- | ----------------------------------------------------------- | ----------------------------------------------------------- | ----------------------------------------------------------- |
| 2008                                                        | -                                                           | 4                                                           | 2                                                           | 0                                                           | 0                                                           | 2                                                           | 11                                                          | 22                                                          | -11                                                         | 6                                                           |
| 2009                                                        | -                                                           | 3                                                           | 0                                                           | 0                                                           | 0                                                           | 3                                                           | 10                                                          | 18                                                          | -8                                                          | 0                                                           |
| 2011                                                        | -                                                           | 5                                                           | 2                                                           | 0                                                           | 1                                                           | 2                                                           | 26                                                          | 29                                                          | -3                                                          | 7                                                           |
| 2013                                                        | -                                                           | 7                                                           | 3                                                           | 0                                                           | 0                                                           | 4                                                           | 22                                                          | 27                                                          | -5                                                          | 9                                                           |
| 2015                                                        | -                                                           | 8                                                           | 3                                                           | 1                                                           | 0                                                           | 4                                                           | 36                                                          | 30                                                          | +6                                                          | 11                                                          |
| 2017                                                        | -                                                           | 8                                                           | 1                                                           | 0                                                           | 2                                                           | 5                                                           | 27                                                          | 41                                                          | -14                                                         | 5                                                           |
| Tổng cộng                                                   | 6/6                                                         | 35                                                          | 11                                                          | 1                                                           | 3                                                           | 20                                                          | 132                                                         | 157                                                         | -25                                                         | 38                                                          |

## Đội hình hiện tại
Chính xác tính đến tháng 9 năm 2013

Ghi chú: Quốc kỳ chỉ đội tuyển quốc gia được xác định rõ trong điều lệ tư cách FIFA. Các cầu thủ có thể giữ hơn một quốc tịch ngoài FIFA.
| Số | VT | Quốc gia | Cầu thủ              |
| -- | -- | -------- | -------------------- |
| 1  | TM |          | Vitaliy Sydorenko    |
| 2  | HV |          | Evhen Ryabchuk       |
| 3  | TĐ |          | Viktor Panteleychuk  |
| 4  | TĐ |          | Maksym Nazarenko     |
| 5  | HV |          | Kostyantyn Andryeyev |
| 6  | TĐ |          | Andriy Borsuk        |

| Số | VT | Quốc gia | Cầu thủ                  |
| -- | -- | -------- | ------------------------ |
| 7  | HV |          | Ihor Borsuk (đội trưởng) |
| 8  | HV |          | Roman Pachev             |
| 9  | TĐ |          | Oleh Zborovskyi          |
| 10 | TĐ |          | Andriy Yevdokymov        |
| 11 | TĐ |          | Oleksandr Korniychuk     |
| 12 | TM |          | Volodymyr Hladchenko     |

Huấn luyện viên: Serhiy Kucherenko
Chính xác tính đến tháng 7 năm 2012
Ghi chú: Quốc kỳ chỉ đội tuyển quốc gia được xác định rõ trong điều lệ tư cách FIFA. Các cầu thủ có thể giữ hơn một quốc tịch ngoài FIFA.
| Số | VT | Quốc gia | Cầu thủ                |
| -- | -- | -------- | ---------------------- |
| 1  | TM | Hungary  | Csaba Borszéki         |
| 4  | HV | Hungary  | Szabolcs Badalik       |
| 7  | TĐ | Hungary  | Viktor Fekete          |
| 8  | TV | Hungary  | Márk Ughy (đội trưởng) |
| 9  | HV | Hungary  | Ferenc Besenyei        |
| 10 | HV | Hungary  | Ábel Peter             |

| Số | VT | Quốc gia | Cầu thủ       |
| -- | -- | -------- | ------------- |
| 13 | TV | Hungary  | László Berkes |
| 14 | TĐ | Hungary  | Péter Jaksa   |
| 15 | TV | Hungary  | Renáto Takács |
| 20 | TM | Hungary  | Tamás Weisz   |
| 12 | TM | Hungary  | Dávid Ficsor  |

Huấn luyện viên: Tamás Weisz
HFF Head of Beach Soccer: Zsolt Izsvak